# Justin Fields
Justin Skyler Fields (geboren am 5. März 1999 in Kennesaw, Georgia) ist ein US-amerikanischer American-Football-Spieler auf der Position des Quarterbacks. Er spielte College Football für die Ohio State Buckeyes. Im NFL Draft 2021 wurde Fields in der ersten Runde von den Chicago Bears ausgewählt. Seit 2025 steht er bei den New York Jets unter Vertrag.

## Highschool und College
Fields besuchte die Harrison High School in Kennesaw, Georgia. In seinem letzten Jahr an der Highschool wurde Fields von der Netflix-Dokumentation QB1: Beyond the Lights begleitet.
Ab 2018 spielte Fields Football am College. Er galt nach Trevor Lawrence als zweitbester Quarterback seines Highschooljahrgangs und entschloss sich, auf die University of Georgia zu gehen. Dort war er in 2018 der Backup von Jake Fromm und kam in zwölf Spielen zu Kurzeinsätzen und erzielte 328 Yards Raumgewinn im Passspiel, erlief 266 weitere Yards sowie  acht Touchdowns bei keiner Interception. Da er in Georgia auch für die Saison 2019 nur Backup hinter Fromm geblieben wäre, entschied sich Fields für einen Wechsel auf die Ohio State University.
Gemäß den NCAA-Regularien hätte Fields üblicherweise ein Jahr aussetzen müssen, bevor er für Ohio State spielberechtigt gewesen wäre. Unter anderem, weil Fields an der University of Georgia von einem Baseballspieler rassistisch angefeindet worden war, gewährte die NCAA Fields am 8. Februar 2019 das Recht, bereits 2019 für die Ohio State Buckeyes spielen zu dürfen.

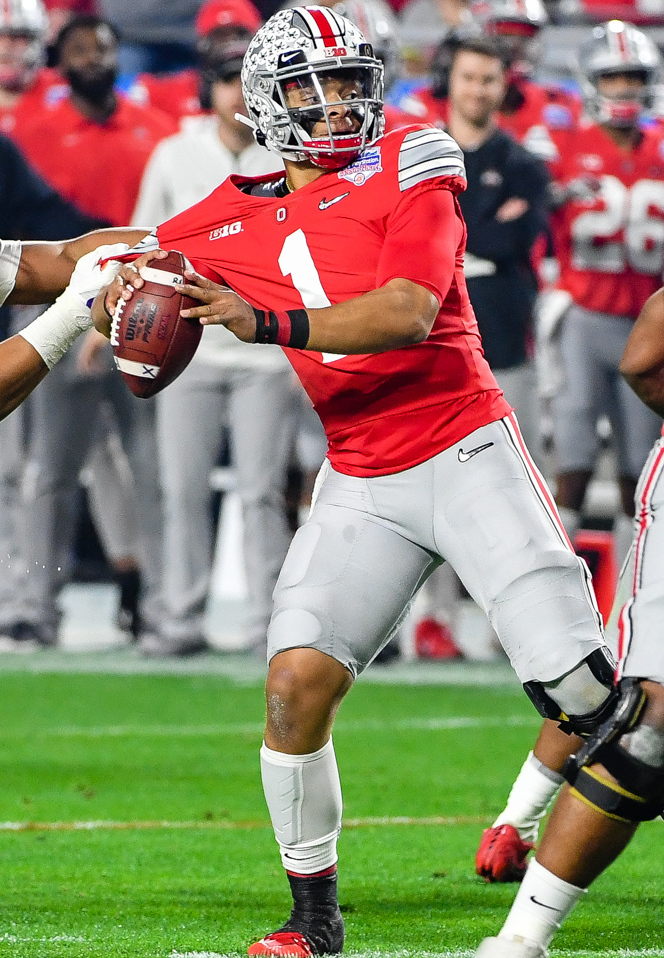
Fields bei den Buckeyes (2019)

In der Saison 2019 etablierte sich Fields als einer der stärksten Quarterbacks im College Football. Bei der Wahl zur Heisman Trophy 2019 belegte Fields den dritten Platz hinter den Quarterbacks Joe Burrow (LSU) und Jalen Hurts (Oklahoma). Mit den Buckeyes gewann er die Meisterschaft in der Big Ten Conference und wurde als MVP des Meisterschaftsspiels ausgezeichnet. Fields unterlief dabei bis zum letzten Saisonspiel nur eine Interception. Im Fiesta Bowl gegen Clemson, dem Halbfinalspiel zum College Football Playoff National Championship Game, wurden zwei Pässe von Fields abgefangen, Ohio State unterlag mit 23:29. Fields beendete die Saison mit einer Passquote von 67,2 %, 3272 Passing Yards, 41 Touchdownpässen und drei Interceptions in 14 Spielen.
Wegen der COVID-19-Pandemie in den Vereinigten Staaten bestritten die Buckeyes 2020 nur sechs Spiele der Regular Season, darunter das Championship Game in der Big Ten gegen die Northwestern University, die sie alle gewannen. Gegen die Northwestern Wildcats war Fields mit nur 114 Passing Yards und zwei Interceptions kein Faktor. Bei der Wahl zur Heisman Trophy 2020 belegte Fields den siebten Platz. Im Halbfinalspiel des College Football Playoff, das in diesem Jahr der Sugar Bowl war, stand Fields erneut den Clemson Tigers gegenüber. Anders als im Vorjahr entschied Ohio State die Begegnung für sich. Beim 49:28-Sieg der Buckeyes brachte Fields 22 von 28 Pässen für 385 Yards Raumgewinn ans Ziel und warf dabei sechs Touchdownpässe. Er wurde zum MVP des Spiels gewählt.
Im College Football Playoff National Championship Game unterlag Ohio State den Alabama Crimson Tide. Fields erzielte in der Saison 2020 insgesamt 2100 Yards Raumgewinn und warf 22 Touchdownpässe bei sechs Interceptions. Am 18. Januar 2021 gab er bekannt, dass er sich für den NFL Draft anmelden würde.

## NFL
Fields wurde im NFL Draft 2021 an elfter Stelle von den Chicago Bears ausgewählt. Die Bears gaben dabei den 20. Pick und ihren Fünftrundenpick in diesem Jahr sowie ihren Erst- und ihren Viertrundenpick 2022 an die New York Giants ab, um neun Plätze nach vorne zu kommen. Fields ging als Ersatzquarterback für Andy Dalton in seine Rookiesaison. Am ersten Spieltag wurde er gegen die Los Angeles Rams bei einigen Spielzügen eingesetzt, dabei brachte er zwei Pässe für zehn Yards an und erlief einen Touchdown.
In Woche 2 wurde Fields im dritten Viertel eingewechselt, da Dalton sich verletzt hatte. Beim 20:17-Sieg gegen die Cincinnati Bengals warf Fields 13 Pässe, von denen sechs für 60 Yards Raumgewinn ankamen. Dabei unterlief ihm eine Interception. Zudem absolvierte er zehn Läufe für 31 Yards. Wegen Daltons Verletzung lief Fields in Woche 3 erstmals als Starting Quarterback der Bears auf. Chicago verlor das Spiel mit 6:26, Fields brachte dabei nur sechs von zwanzig Pässen für 68 Yards an und wurde neunmal gesackt. Nachdem die Bears am vierten Spieltag mit Fields als Starter gegen die Detroit Lions gewonnen hatten, ernannte Head Coach Matt Nagy ihn zum Starting-Quarterback für den Rest der Saison.
Bei der Partie gegen die Pittsburgh Steelers in Woche 9 erzielte Fields mit 291 Yards Raumgewinn im Passspiel seinen Höchstwert in dieser Saison, Chicago verlor die Partie dennoch mit 27:29. Am elften Spieltag zog Fields sich eine Rippenverletzung zu und musste daher in den folgenden beiden Wochen aussetzen. Wegen einer Knöchelverletzung und anschließend einem positiven COVID-19-Test verpasste er auch die letzten drei Spiele der Saison. Fields brachte in seiner ersten NFL-Saison 58,9 % seiner Pässe an, dabei erzielte er 1870 Yards Raumgewinn und warf sieben Touchdownpässe bei zehn Interceptions. Zudem erlief er 420 Yards und zwei Touchdowns. Bei zehn Spielen als Starter gewann Fields zwei Partien und verlor achtmal.
In der Saison 2022 war Fields von Beginn an Starter und kam in 15 Partien zum Einsatz, zwei Spiele verpasste er verletzungsbedingt. Im Vergleich zur Vorsaison konnte Fields sich in den meisten Bereichen verbessern und nahm insbesondere im Laufspiel eine große Rolle ein. Dahingegen blieb das Passspiel der Bears weitgehend blass und war über die gesamte Saison hinweg das schwächste der Liga. Fields brachte 192 von 318 Passversuchen für 2242 Yards an und warf 17 Touchdownpässe bei elf Interceptions. Im Laufspiel verzeichnete er bei 160 Läufen 1143 Yards und acht Touchdowns. Seine 1143 Yards im Laufspiel, mit denen er sein Team in dieser Saison anführte, waren Franchiserekord bei den Bears für einen Quarterback und zweitbester Wert für einen Quarterback in der Geschichte der NFL (nach Lamar Jackson mit 1206 Yards in der Saison 2019). Bei der Partie gegen die Miami Dolphins am neunten Spieltag stellte Fields einen NFL-Rekord für die meisten erlaufenen Yards eines Quarterbacks in einer Partie auf. Mit 7,1 Yards pro Lauf hielt er zudem den Bestwert in der Saison. Dahingegen kam er als Passer nur auf 149,5 Yards pro Spiel und hielt mit 16 Fumbles sowie 55 Sacks auch zwei negative Bestmarken der Saison.
Als schlechtestes Team der Saison 2022, das die letzten 10 Partien in Folge verlor und die Saison mit einer Bilanz von 3–14 beendete, besaßen die Bears den ersten Pick im NFL Draft 2023, was ihnen die Möglichkeit eröffnete, den besten Quarterback des Jahrgangs auszuwählen und Fields zu ersetzen. Stattdessen entschieden sie sich aber dazu, den Pick an die Carolina Panthers zu traden und sich mit zukünftigen Picks und Wide Receiver D. J. Moore zu verstärken. In der Saison 2023 warf Fields 16 Touchdownpässe bei neun Interceptions, dabei kam die Hälfte seiner Touchdownpässe am vierten und am fünften Spieltag. Zudem erlief er vier Touchdowns und 657 Yards. Wegen einer Daumenverletzung verpasste er vier Spiele.
Im März 2024 gaben die Bears Field im Austausch gegen einen Sechstrundenpick, der zu einem Viertrundenpick geworden wäre, falls Fields 51 % der offensiven Spielzeit in der Saison 2024 auf dem Feld gestanden hätte, an die Pittsburgh Steelers ab. Durch den Trade mit Carolina aus der Vorsaison besaß Chicago den ersten Pick im Draft 2024 und befand sich damit in der Position, dort Caleb Williams als Nachfolger für Fields auszuwählen. Fields ging als Starter für Pittsburgh in die Saison, da Russell Wilson zunächst verletzungsbedingt ausfiel. Nach sechs Spielen wurde er von Wilson abgelöst. Fields kam anschließend nur noch zu Kurzeinsätzen. Er beendete die Saison mit 1106 Yards Raumgewinn im Passspiel bei 65,8 % angebrachten Pässen und fünf Touchdowns bei einer Interception. Zudem erlief er 289 Yards und fünf weitere Touchdowns. Mit Fields gewannen die Steelers vier von sechs Spielen.
Nach Ablauf seines Vertrags bei den Steelers unterschrieb Fields im März 2025 einen Zweijahresvertrag im Wert von 40 Millionen US-Dollar bei den New York Jets, um dort die Nachfolge von Aaron Rodgers anzutreten.

## NFL-Statistiken
| 2021                               | CHI    | 12 | 10 | 159–270  | 58,9 | 1870 | 7  | 10 | 73,2 | 72  | 420  | 5,8 | 2  |
| 2022                               | CHI    | 15 | 15 | 192–318  | 60,4 | 2242 | 17 | 11 | 85,2 | 160 | 1143 | 7,1 | 8  |
| 2023                               | CHI    | 13 | 13 | 227–370  | 61,4 | 2562 | 16 | 9  | 86,3 | 124 | 657  | 5,3 | 4  |
| 2024                               | PIT    | 10 | 6  | 106–161  | 65,8 | 1106 | 5  | 1  | 93,3 | 62  | 289  | 4,7 | 5  |
| Gesamt                             | Gesamt | 50 | 44 | 684–1119 | 61,1 | 7780 | 45 | 31 | 83,9 | 418 | 2509 | 6,0 | 19 |
| Quelle: pro-football-reference.com |        |    |    |          |      |      |    |    |      |     |      |     |    |